# Bosch BKK
Die Bosch BKK ist eine geöffnete Betriebskrankenkasse mit Sitz in Stuttgart. Als Krankenkasse ist sie eine Körperschaft des öffentlichen Rechts.

## Geschichte
Gegründet wurde die Bosch BKK 1953. 1992 vereinigte sich die Bosch BKK mit der Bosch-Betriebskrankenkasse Blaichach sowie den Betriebskrankenkassen der Robert Bosch Fahrzeugelektrik Eisenach GmbH, der ANT Nachrichtentechnik Radeberg GmbH und der Telenorma Leipzig GmbH. 1994 folgte die Vereinigung mit der Betriebskrankenkasse Reutlingen und 1996 jene mit der BKK Feierabend. Mit der Einführung des Rechts auf freie Krankenkassenwahl öffnete sich die Bosch BKK 1996 für alle gesetzlich Versicherten. Die Öffnung gilt für alle Bundesländer mit Ausnahme von Bremen und Schleswig-Holstein. 2008 fusionierte die Bosch BKK mit der BKK Württembergische Schwesternschaft vom Roten Kreuz. 

## Unternehmensdaten
Als Krankenkasse ist die Bosch BKK eine Körperschaft des öffentlichen Rechts mit Selbstverwaltung. Neben dem Unternehmenssitz in Stuttgart hat die Kasse bundesweit 20 Geschäftsstellen. Im Jahr 2022 hat die Kasse rund 400 Mitarbeiter und 230.000 Versicherte, davon sind ca. 173.000 Mitglieder. Außerdem betreut die Bosch BKK rund 26.000 Firmenkunden. Die Ausgaben der Bosch BKK betrugen im Jahr 2023 rund 900 Mio. Euro.

## Verwaltungsrat
Der Verwaltungsrat der Bosch BKK setzt sich aus 15 Versichertenvertretern und 8 Vertretern der Arbeitgeber zusammen. Beide Seiten haben gleich viele Stimmen. Verwaltungsratsvorsitzende sind im Wechsel Udo Lutz (Versichertenvertreter) und Dirk Jargstorff (Arbeitgebervertreter für die Robert Bosch GmbH).